# Bromus segoviensis
Bromus segoviensis är en gräsart som beskrevs av Aimée Antoinette Camus. Bromus segoviensis ingår i släktet lostor, och familjen gräs. Inga underarter finns listade i Catalogue of Life.